# 格羅斯波因特帕克
格羅斯波因特帕克（英語：Grosse Pointe Park）是一個位於美國密歇根州韋恩縣的城市。

## 人口
根據2020年美國人口普查的數據，格羅斯波因特帕克的面積為9.61平方千米，當中陸地面積為5.61平方千米，而水域面積為4.00平方千米。當地共有人口11595人，而人口密度為每平方千米1,207人。